# ビッグ・グリズリー・マウンテン・ラナウェイ・マイン・カー
ビッグ・グリズリー・マウンテン・ラナウェイ・マイン・カー(Big Grizzly Mountain Runaway Mine Cars)は、ディズニーパークにあるジェットコースタータイプのアトラクションである。

## 存在するパーク
- 香港ディズニーランド（香港ディズニーランド・リゾート）[1]

## 概要
| ビッグ・グリズリー・マウンテン・ラナウェイ・マイン・カー Big Grizzly Mountain Runaway Mine Cars | ビッグ・グリズリー・マウンテン・ラナウェイ・マイン・カー Big Grizzly Mountain Runaway Mine Cars | ビッグ・グリズリー・マウンテン・ラナウェイ・マイン・カー Big Grizzly Mountain Runaway Mine Cars | ビッグ・グリズリー・マウンテン・ラナウェイ・マイン・カー Big Grizzly Mountain Runaway Mine Cars |
| ----------------------------------------------------------------------------------------------- | ----------------------------------------------------------------------------------------------- | ----------------------------------------------------------------------------------------------- | ----------------------------------------------------------------------------------------------- |
| オープン日                                                                                      | オープン日                                                                                      | 2012年7月14日（グリズリー・ガルチと同時オープン）                                               | 2012年7月14日（グリズリー・ガルチと同時オープン）                                               |
| スポンサー                                                                                      | スポンサー                                                                                      | なし                                                                                            | なし                                                                                            |
| 利用制限                                                                                        |                                                                                                 | 112cm以上                                                                                       | 112cm以上                                                                                       |
| ファストパス                                                                                    | ファストパス                                                                                    |                                                                                                 | 対象外                                                                                          |
| シングルライダー                                                                                | シングルライダー                                                                                |                                                                                                 | 対象外                                                                                          |

全体的の雰囲気、時代背景などのアトラクション設定などについてはビックサンダー・マウンテンが存在する東京ディズニーランド(東京ディズニーリゾート)版、ディズニーランド(ディズニーランド・リゾート)版、マジック・キングダム(ウォルト・ディズニー・ワールド・リゾート)版とほぼ同じ。
ディズニーランド・パーク(ディズニーランド・パリ)版は「ファントム・マナー」との繋がりのため除く。
また、ディズニー・ファストパス、シングルライダーは対象外。

## ビックサンダー・マウンテンとの違い
大きな違いとして、登っている最中、後ろ向き走行に切り替わる事であり、アニマル・キングダム(ウォルト・ディズニー・ワールド・リゾート)の「エクスペディション・エベレスト」のシステムを流用している。
また、終盤でリニアモーターによる急加速も用意されている。
アトラクション「ビッグ・サンダー・マウンテン」などが有名なウエスタンランド(フロンティアランド)には存在しなく、グリズリー・ガルチという香港ディズニー限定のテーマランドにあることがあげられる。

## ストーリー
この山は金が発掘される鉱山で、3匹のグリズリー・ベアの住みかとなっているという伝説があった。
ある日、キャプテン・コスグローブという住人が、3匹の熊たちが岩に背中をこすりつけているのを見つけ、熊たちが洞窟の中へ戻った後に、突然岩の上で火花が飛び散り始めた。キャプテン・コスグローブは、すぐに鉱山の採掘権を申請して、ビッグ・グリズリー・マウンテン・マイニング・カンパニーが誕生し、ゲストは乗り込むのだが…。